# Вітри Чумацького Шляху
«Вітри Чумацького Шляху» — культурологічний антропологічний документальний фільм Леннарта Мере про повсякденне життя, етнографію, фольклор та традиційну культуру фінно-угорського та самоїдського народів, завершений у 1977 році.
Фільм був знятий у співпраці з Mainos-TV та Magyar Televízió (Угорське телебачення) та став першим проектом міжнародного співробітництва Tallinnfilm. Зйомки фільму відбувались у Північній Фінляндії, Лапландії, Вепсі, Мордовії, Ханді-Мансімаа, Угорщині, півострові Таймир, Сетумаа, Сааремаа та острові Муху.
У 2009 році фільм було цифрово відновлено в рамках проекту «Естонський фільм 100», щоб також відсвяткувати 80-річчя Леннарта Мере. У 2014 році фільм було відновлено. Оригінальні матеріали фільму зберігаються в Естонському кіноархіві.
У 1986 році було випущено продовження фільму — «Голоси Калева».

## Показ
- 10 травня 1978 р. — Концертний зал «Ванемуїн», Тарту, Естонія
- 1 жовтня 1978 р. — Стокгольмський кіно-будинок Вікторія Холл, Швеція

### Кіно
- 16 травня 1978 р. — Біо Брістоль, Гельсінкі, Фінляндія
- 5 вересня 1978 р. — Уппсала, Швеція
- 6 жовтня 1978 року — кінотеатр Sõprus, Таллінн, Естонія
- 27 березня 2009 р. — кінотеатр Sõprus, Таллінн, Естонія

### По телебаченню
- 31 грудня 1978 р. — Mainos-TV, Фінляндія
- 29 березня 2009 р. — Суспільне мовлення Естонії, Естонія

## Нагороди
- Срібна медаль, (1979) Нью-Йоркський кінофестиваль
- Премія Міністерства культури за найкращий культурний фільм (1979) кінофестиваль TPI
- Премія за особливу культурну та історичну цінність (1980 р.) Радянського естонського кінофестивалю

## Дивитися також
- «Шаман»